# Бура 1-я
Бура 1-я — село в Калганском районе Забайкальского края России в составе сельского поселения «Буринское».

## География
Село находится в юго-восточной части района, в левобережной части долины реки Аргунь, вблизи государственной границы с Китаем, на расстоянии примерно 41 километра (по прямой) к юго-востоку от села Калга. Абсолютная высота — 505 метров над уровнем моря.
Климат
Климат характеризуется как резко континентальный. Средняя температура самого холодного месяца (января) составляет −26 — −28°С, температура самого тёплого (июля) — 18 — 20°С. Среднегодовое количество атмосферных осадков составляет 350—500 мм.
Часовой пояс
Село Бура находится в часовой зоне МСК+6. Смещение применяемого времени относительно UTC составляет +9:00.

## Население
| 2021 |
| ---- |
| 1    |

## История
Решение о создании нового села было принято Законом Читинской края от 25 декабря 2013 года. 
Распоряжением Правительства России от 11 апреля 2015 года N 636-р, соответственно новообразованному сёлу было присвоено наименование Бура 1-я. По данным Росреестра в состав новообразованного села вошли южная и центральная часть бывшей территории села Бура.